# Capinzal do Norte
Capinzal do Norte este un oraș în Maranhão (MA), Brazilia.